# Federazione di hockey su ghiaccio della Corea del Sud
La Federazione sudcoreana di hockey su ghiaccio è un'organizzazione fondata per governare la pratica dell'hockey su ghiaccio in Corea del Sud.
Ha aderito all'International Ice Hockey Federation il 25 luglio 1960.